# Marija De Mattias
Marija De Mattias, rođena kao Maria Matilda De Mattias (Vallecorsa, 4. veljače 1805. – Rim, 20. kolovoza 1866.), talijanska katolička redovnica, osnivačica redovničke družbe Klanjateljica Krvi Kristove i svetica. Spomendan joj je 4. veljače.

## Životopis
Rođena je 4. veljače 1805. godine, u Valecorsi, u bogatoj i uglednoj obitelji. Njezino djetinjstvo i mladost obilježilo je razdoblje Napoleonove vladavine. Sa 17 godina, za vrijeme pučkih misija u njezinu mjestu, Marija susreće sv. Gašpara del Bufala, osnivača Družbe Misionara Krvi Kristove, nakon susreta s kojim započinje razmišljati o redovničkomu pozivu. U dobi od 29 godina ostavlja oca i braću te kreće u Acuto, mjesto u blizini Rima, gdje 4. ožujka 1834. otvara školu, ali i redovničku družbu Klanjateljica Krvi Kristove. Započinje rad sa siromašnim djevojčicama, kasnije i sa ženama. Već u prvim danima pridružuju joj se mnoge djevojke, želeći slijediti njezin primjer. Uskoro životni prostor u Acutu postaje premalen, a pozivi svećenika i općinskih vlasti za otvaranjem škola i u drugim mjestima postaju češći. Marija je za svojega života otvorila 68 zajednica te proširila Družbu u Englesku i Švicarsku. Umrla je u Rimu, 20. kolovoza 1866. 
Blaženom ju je proglasio papa Pio XII. 1950., a svetom papa Ivan Pavao II. 2003. Prema riječima pape Ivana Pavla II., Marija De Mattias bila je gorljiva mističarka i zanosna žena akcije, koja je na području odgoja i evangelizacije „otvorila nove putove nazočnosti žene u Crkvi i ponudila originalne modele služenja evanđelju”.

## Vanjske poveznice
|  | Zajednički poslužitelj ima još gradiva o temi Maria De Mattias |
|  | Wikizvor ima izvorni tekst Himan Krvi Kristovoj                |
|  | Wikicitati imaju zbirke citata o temi Marija De Mattias        |